# 小眼似真小鯉
小眼似真小鯉（学名：Cyprinella microphthalmum）为輻鰭魚綱鯉形目鲤科的其中一種，分布於亞洲巴基斯坦、伊朗、阿富汗及葉門，體長可達10公分，棲息在山麓溪流。